# Paratropus perreconditus
Paratropus perreconditus är en skalbaggsart som beskrevs av Kanaar 1993. Paratropus perreconditus ingår i släktet Paratropus och familjen stumpbaggar. Inga underarter finns listade i Catalogue of Life.